# Mikulovský tunel
Mikulovský tunel se nachází na železniční trati Moldavské horské dráhy v km 153,336 – 153,670 mezi zastávkami Mikulov v Krušných horách a Mikulov-Nové Město a je od roku 1998 kulturní památkou České republiky.

## Historie
Železniční trať byla stavěna v letech 1873 až 1885. K překonání horského masívu bylo na Moldavské horské dráze postaveno na devatenáct mostů, mostků a propustků a dva tunely. 

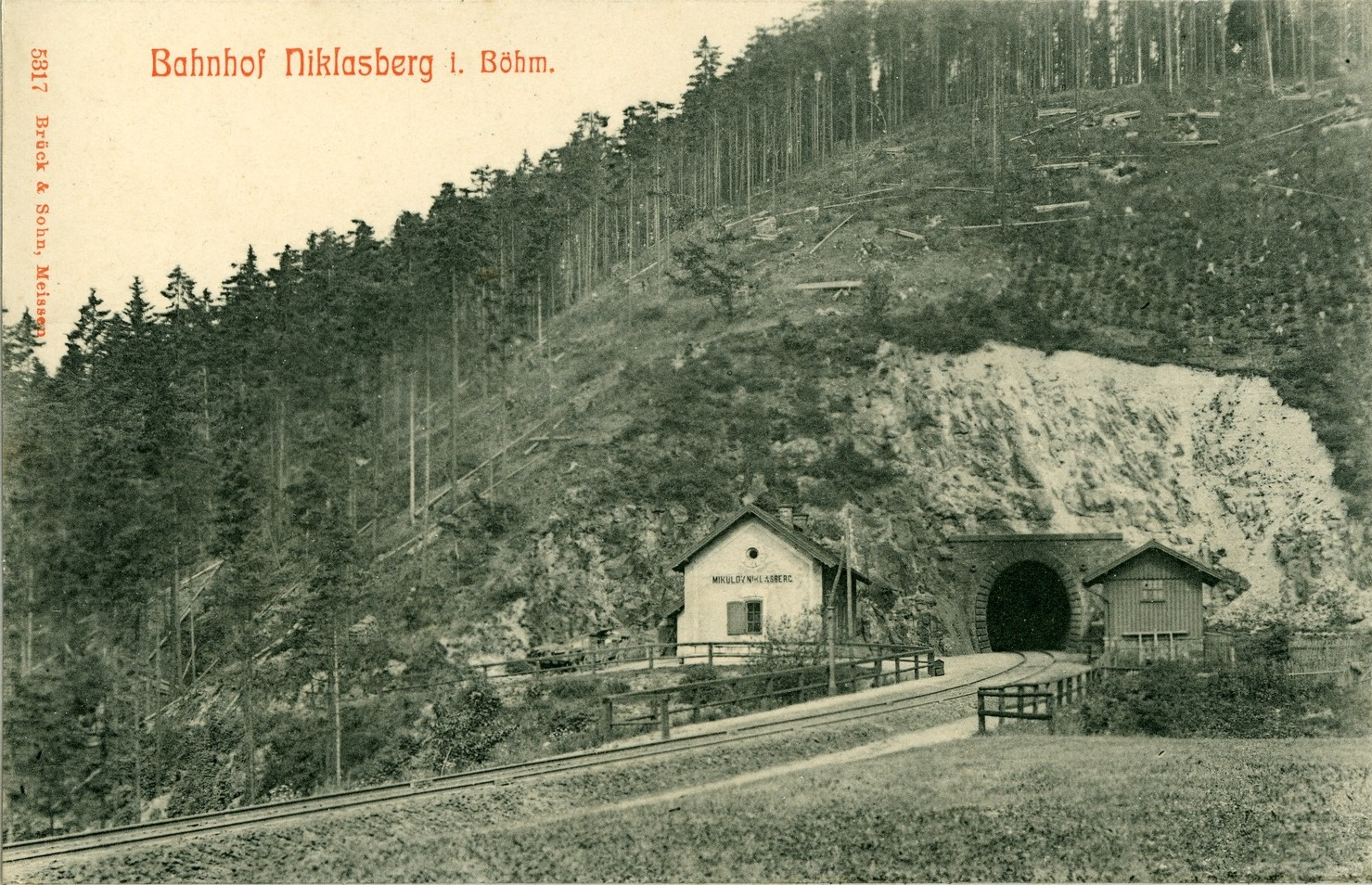
Mikulovský tunel na pohlednici z roku 1904

Mikulovský tunel byl ražen v hřbetu hory Pramenáč v nadmořské výšce 725 m n. m. Jeho projekt vypracoval železniční vrchní inženýr Jan Bydžovský, realizaci provedlo stavební podnikatelství Schön & Wessely. Výstavba probíhala v letech 1884–1885 a otevřen byl v roce 1885.

## Popis
Jednokolejný železniční tunel má tvar písmene S (dva protisměrné oblouky), je dlouhý 334 m a je vyzděn z kamenných kvádrů. Tvar tunelu je proto, že se stavitelé údajně vyhýbali štolám a jámám středověkého stříbrného dolu Lehnschafter.
Při přípravě projektové dokumentace v roce 2004 bylo zjištěno, že je částečně podskružen ocelovými skružemi s dřevěným pažením.

## Okolí
U jihovýchodního portálu je zastávka Mikulov. Nad tunelem je vyhlídka Knuffelberg a v blízkosti přístupná štola Lehnschafter.